# التحالف الأمريكي لأكياس البلاستيك القابلة لإعادة التدوير
التحالف الأمريكي للأكياس البلاستيكية القابلة لإعادة التدوير (اختصارًا ARPBA)، المعروف سابقًا باسم التحالف الأمريكي التقدمي للأكياس، هو مجموعة ضغط تمثل صناعة تصنيع وإعادة تدوير الأكياس البلاستيكية في الولايات المتحدة. تأسست في عام 2005، وهي تمارس الضغط ضد حظر الأكياس البلاستيكية والضرائب المحلية والولائية في الولايات المتحدة.
يرتبط التحالف الأمريكي للأكياس البلاستيكية القابلة لإعادة التدوير بجمعية صناعة البلاستيك، وهي مجموعة تجارية صناعية، بينما كان التحالف التقدمي للأكياس مرتبط بالمجلس الكيميائي الأمريكي.
في يناير 2020، تمت إعادة تسمية المنظمة إلى التحالف الأمريكي للأكياس البلاستيكية القابلة لإعادة التدوير، للترويج لاتفاقية أعضائها لاستخدام ما لا يقل عن 20% من البلاستيك المعاد تدويره في منتجاتها.

## أنشطة الجمعية
لقد مارست جمعية التحالف الأمريكي للأكياس البلاستيكية القابلة لإعادة التدوير ضغوطًا نشطة ضد رسوم الأكياس وحظرها في العديد من الولايات، بما في ذلك ماساتشوستس، ونيوجيرسي، وفيرجينيا. قبل إقرار التشريع في كاليفورنيا الذي يحظر أكياس التسوق البلاستيكية، جمعت جمعية مربي الحيوانات الأمريكية عريضة تحمل أكثر من 800 ألف توقيع، وأنفقت أكثر من 3 ملايين دولار في محاولة فاشلة لمنع الحظر.